# Cunelières
Cunelières es una comuna francesa situada en el departamento del Territorio de Belfort, de la región de Borgoña-Franco Condado.

## Geografía
Está ubicada a 10 km al este de Belfort, cerca del Alto Rin.

## Historia
Entre 1871 y 1918, estaba fronteriza con Alemania.

## Demografía
| 77 | 94 | 116 | 157 | 204 | 229 | 285 | 338 |
| Para los censos de 1962 a 1999 la población legal corresponde a la población sin duplicidades (Fuente: INSEE [Consultar]) |    |     |     |     |     |     |     |